# Ojuu Tolgoj
Ojuu Tolgoj (lingua mongola Оюу Толгой, che significa "colle di turchese"), detto anche Oyu Tolgoi, è un grande giacimento di rame e oro della Mongolia, situato circa 236 km a est di Dalanzadgad, capitale della provincia di Ömnögovi, nei pressi della frontiera con la Cina. L'investimento di 7,3 miliardi di dollari per sviluppare il progetto estrattivo ne ha fatto il più grande progetto minerario della Mongolia e il più importante investimento estero nella storia mongola.